# Al McKibbon

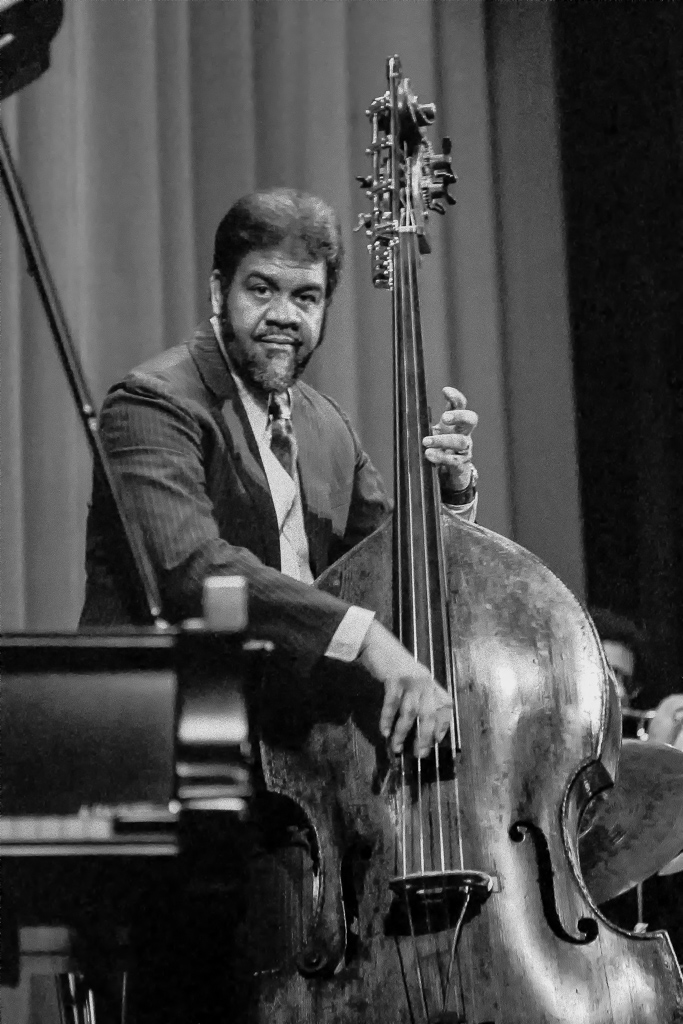
Al McKibbon, The Giants of Jazz, 1971

Al McKibbon était contrebassiste de jazz de style bop, hard bop et Latin jazz.
Il est né le 1er janvier 1919 et mort le 29 juillet 2005. Al était le diminutif d'Alfred Mac Kibbon.
En 1947, après avoir travaillé avec Lucky Millinder, Tab Smith, J. C. Heard et Coleman Hawkins, il remplaça Ray Brown dans l'orchestre de Dizzy Gillespie jusqu'en 1950. Dans les années 1950 il a enregistré avec le nonet de Miles Davis, Earl Hines, Count Basie, Johnny Hodges, Thelonious Monk, George Shearing, Cal Tjader, Herbie Nichols et Hawkins. C'est à McKibbon qu'on doit d'avoir intéressé Tjader à la musique de style latin alors qu'il jouait dans son groupe.
McKibbon a toujours fait l'objet d'une grande attention (ainsi il a été le bassiste pour les Géants du jazz), et a continué à jouer jusqu'en 2004. En 1999, à 80 ans, il a enregistré son premier album sous son nom Tumbao Para Los Congueros Di Mi Vida (Blue Lady Records), qui a été nommé pour un Grammy Award de musique latine. Un second album a été édité en 2004 : Black Orchid (Nine Yards Music).
Il a aussi écrit la postface du livre de Raul Fernandez Latin Jazz, qui fait partie d'une série de la Smithsonian Institution sur le jazz.

## Discographie
- 1994 : Tumbao Para Los Congueros Di Mi Vida (Blue Lady Records)
- 2004 : Black Orchid (Nine Yards Music)

### AvecDizzy Gillespie
- 1948 : Pleyel Jazz Concert 1948 - (with Max Roach Quintet) ∫ CD BMG International remasterisé en 1997